# Флаг Славного
Флаг муниципального образования со статусом городского округа Славный Тульской области Российской Федерации.
Флаг утверждён 12 октября 2010 года и внесён в Государственный геральдический регистр Российской Федерации с присвоением регистрационного номера 6473.

## Описание
«Прямоугольное зелёное полотнище с отношением ширины к длине 2:3, несущее посередине красный равнобедренный треугольник. Основание треугольника примыкает к нижнему краю полотнища и составляет 2/3 длины полотнища, а вершина достигает верхнего края полотнища. Посередине треугольника изображена белая граната с жёлтым пламенем и поверх границ треугольника две белые стрелы».

## Символика
Флаг разработан на основе герба муниципального образования Славный и отражает исторические, культурные, социально-экономические, национальные и иные местные традиции.
Городской округ Славный расположен на западе Тульской области и окружён со всех сторон лесными массивами.
История современного городского округа началась с основания в 1961 году воинской части ракетных войск и создания закрытого территориального образования Тула-50. В 1998 году на месте расформированной части появился посёлок городского типа Славный. Особая роль воинской части, ставшей, по сути, основанием для появления посёлка на флаге отражена двумя стрелами — аллегория ракетных войск особого назначения.
Стрела — символ полёта, стремления, достижения цели.
Изображённая на флаге гренада (граната) символизирует, расположенное на территории городского округа Славный одно из крупнейших предприятий оборонной промышленности России — снаряжательное производство ГУП КБ приборостроения, являющееся в настоящее время градообразующим предприятием муниципального образования.
Красный цвет — символ силы, мужества, решительности, труда.
Зелёный цвет — символ природы, здоровья, молодости, жизненного роста; зелёный цвет на флаге отражает окружающие Славный лесные массивы.
Жёлтый цвет (золото) — символ стабильности и богатства, энергии, интеллекта и уважения.
Белый цвет (серебро) — символ чистоты и совершенства, мира и взаимопонимания.